# Trilogía Iberoamericana
La Trilogía Iberoamericana es una serie de cortometrajes dirigidos por el artista uruguayo Martín Sastre entre los años 2002 y 2004. Es una trilogía futurista sobre un período conocido como la Era Iberoamericana donde América Latina se convierte en la principal potencia cultural del mundo tras la caída de Hollywood y Bolivia es una confederación de naciones que ocupa todo el continente.
Los tres videos que forman la serie son: Videoart: The Iberoamerican Legend, Montevideo: The Dark Side of the Pop y Bolivia 3: Confederation Next, han sido exhibidos internacionalmente en Museos y otros espacios de arte de Argentina, Australia, Brasil, Canadá, Chile, China, Cuba, Francia, Alemania, Italia, Irlanda, Suiza, España, Reino Unido, Estados Unidos o Uruguay.
«Videoart: The Iberoamerican Legend» se basa en una frase atribuida a Nancy Reagan: «un mundo sin Hollywood sería un mundo de terror y caos». De acuerdo a Sastre, ese fue justamente el resultado que produjo «la era Bush, cuando las guerras emitidas en directo por las pantallas de nuestros televisores y la omnipresencia de las cámaras de vigilancia produjeron efectos de realidad tan potentes que arruinaron a Hollywood, la gran "fábrica de sueños"». El remedio a «esta crisis del mundo de la fantasía» para Sastre es «el videoarte latinoamericano, que "resulta más barato que el Star system" porque revisita los sueños ajenos y los revitaliza parodiándolos con todo descaro».